# Самойлова, Татьяна Евгеньевна
Татья́на Евге́ньевна Само́йлова (4 мая 1934, Ленинград, СССР — 4 мая 2014, Москва, Россия) — советская и российская актриса; народная артистка РФ (1992), лауреат премии жюри XI Каннского фестиваля «Апельсиновое дерево» как «Самой скромной и очаровательной актрисе» (1957, за кинофильм «Летят журавли»). 

## Биография
Татьяна Самойлова родилась 4 мая 1934 года в Ленинграде. Дочь актёра Евгения Валериановича Самойлова (1912—2006) и инженера Зинаиды Ильиничны Левиной (1914—1994), дочери Ильи Львовича и Розалии Григорьевны (в девичестве Паперной) Левиных. В 1937 году семья Самойловых переехала в Москву.
В школьные годы Татьяна Самойлова занималась балетом. Она окончила балетную студию при МАМТ имени К. С. Станиславского и Вл. И. Немировича-Данченко, и её даже приглашала учиться в балетную школу при Большом театре Майя Плисецкая, но тяга к драматическому театру оказалась сильнее. Татьяна, воспитанная на фильмах и спектаклях отца, всегда хотела стать только актрисой.
В 1953 году Татьяна Самойлова поступила в Театральное училище им. Б. Щукина, где училась до 1956 года. Там же она познакомилась с Василием Лановым, за которого затем вышла замуж.
В 1957 году снялась у Михаила Калатозова в фильме «Летят журавли». Фильм принёс актрисе всесоюзную и мировую известность и стал её лучшей киноработой.
В 1959 году снялась у Михаила Калатозова в романтической драме «Неотправленное письмо».
В 1964 году снялась в советско-итальянской военной драме Джузеппе де Сантиса «Они шли на Восток».

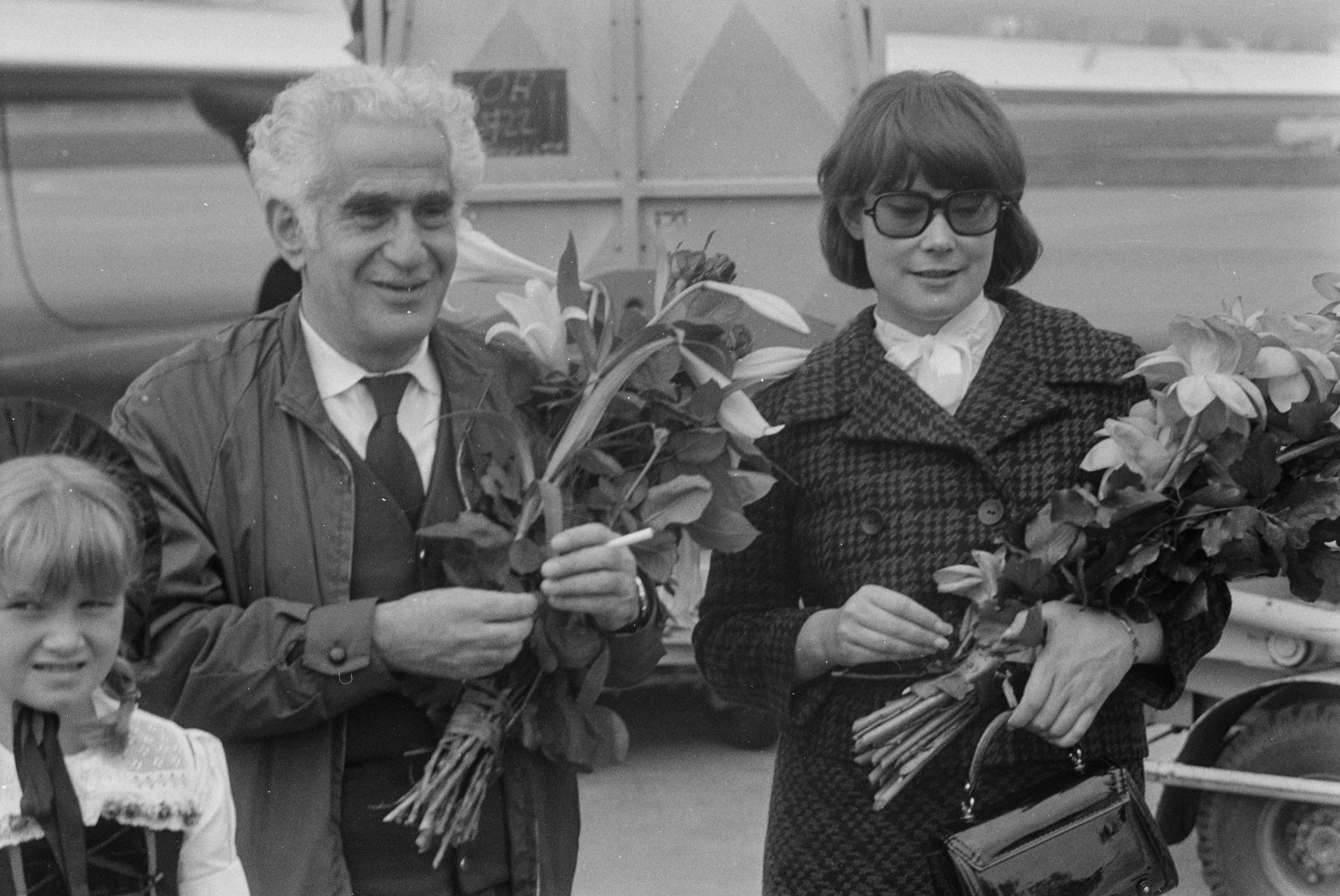
Татьяна Самойлова и режиссёр Александр Зархи в Клотене в августе 1968

В 1967 году актриса сыграла главную роль в известном фильме «Анна Каренина» режиссёра Александра Зархи.
В 1967—1992 годах работала в Театре-студии киноактёра, затем в Театре современной пьесы.
В 1990 году была почётным гостем 43-го Каннского кинофестиваля, где ей присудили специальную премию за творческий вклад в искусство кино.
В 1992 году удостоена почётного звания «Народная артистка России».
В 1999 году снималась в кинофильме Александра Атанесяна «Двадцать четыре часа».
Лауреат премии Национальной академии кинематографических наук «Золотой орёл» за вклад в развитие киноискусства (2002).
Жила в Москве: в 80-х годах — на Кутузовском проспекте, дом 23; позже — на Васильевской улице, дом 7.
Имя Татьяны Самойловой внесено в список лучших актрис XX века.
Татьяна Самойлова — единственная советская и российская актриса, чей отпечаток ладони навечно запечатлён на звёздной набережной Круазет в Каннах. В Париже её именем названа аллея роз.

## Последние годы жизни
16 июня 2009 года 75-летняя Самойлова ушла из дома и через день её обнаружили в больнице № 83, в отделении пульмонологии. В начале августа 2011 года актриса уже во второй раз потерялась в Москве. Сотрудники организации «Служба милосердия» начали бить тревогу после того, как Самойлова на протяжении недели не выходила на связь и дома её также не было. К поискам актрисы подключилась московская полиция. Ближе к вечеру 18 августа актрису нашли в одной из московских больниц.
В апреле 2013 года была участником программы «Говорим и показываем» («НТВ») о нынешней жизни некогда известных артистов.
В день своего 80-летия, 4 мая 2014 года, актриса была госпитализирована в отделение реанимации Боткинской больницы в тяжёлом состоянии с ишемической болезнью сердца и гипертонией. Скончалась в тот же день в 23:30 по московскому времени.

Памятник Татьяне Самойловой на Новодевичьем кладбище

Прощание с Татьяной Самойловой прошло 7 мая 2014 года в московском Доме кино, похоронили актрису в этот же день на Новодевичьем кладбище.
19 октября 2018 года на Новодевичьем кладбище на могиле актрисы был открыт памятник. Авторы скульпторы: Борис Матвеев (дизайн-проект) и Зураб Церетели (бюст в бронзе).

## Семья
- Дед — Валериан Саввич Самойлов, рабочий Путиловского завода, погиб от голода в блокадном Ленинграде, похоронен в Братской могиле рабочих Путиловского завода.
- Бабушка — Анна Павловна Самойлова, домохозяйка, погибла от голода в блокадном Ленинграде.
- Отец — Евгений Самойлов (3 (16) апреля 1912 — 17 февраля 2006), актёр, народный артист СССР (1974).
- Мать — Зинаида Ильинична Левина (1914 — 1994), инженер-электротехник.
- Первый муж (1956—1958) — Василий Лановой (16 января 1934—28 января 2021), актёр, народный артист СССР (1985). Познакомились во время учёбы в Театральном училище им. Щукина.
- Второй муж (1958—1968) — Валерий Осипов (17.08.1930—16.06.1987), писатель, журналист и сценарист.
- Незарегистрированный брак (1964—1967) — Соломон Шульман (20.01.1936—06.09.2017), писатель, журналист, сценарист и кинорежиссёр, путешественник.
- Третий муж (1968—1973) — Эдуард Самуилович Машкович, администратор и режиссёр Театра-студии киноактёра. В браке родился сын Дмитрий.
  - Сын — Дмитрий Самойлов (р. 1969), врач-рентгенолог, живёт в США.
    - Внучка — Татьяна Самойлова (р. 2005).
- Младший брат — Алексей Самойлов (р. 8 ноября 1945), актёр театра и кино, первый муж тренера по фигурному катанию Татьяны Тарасовой.

## Творчество

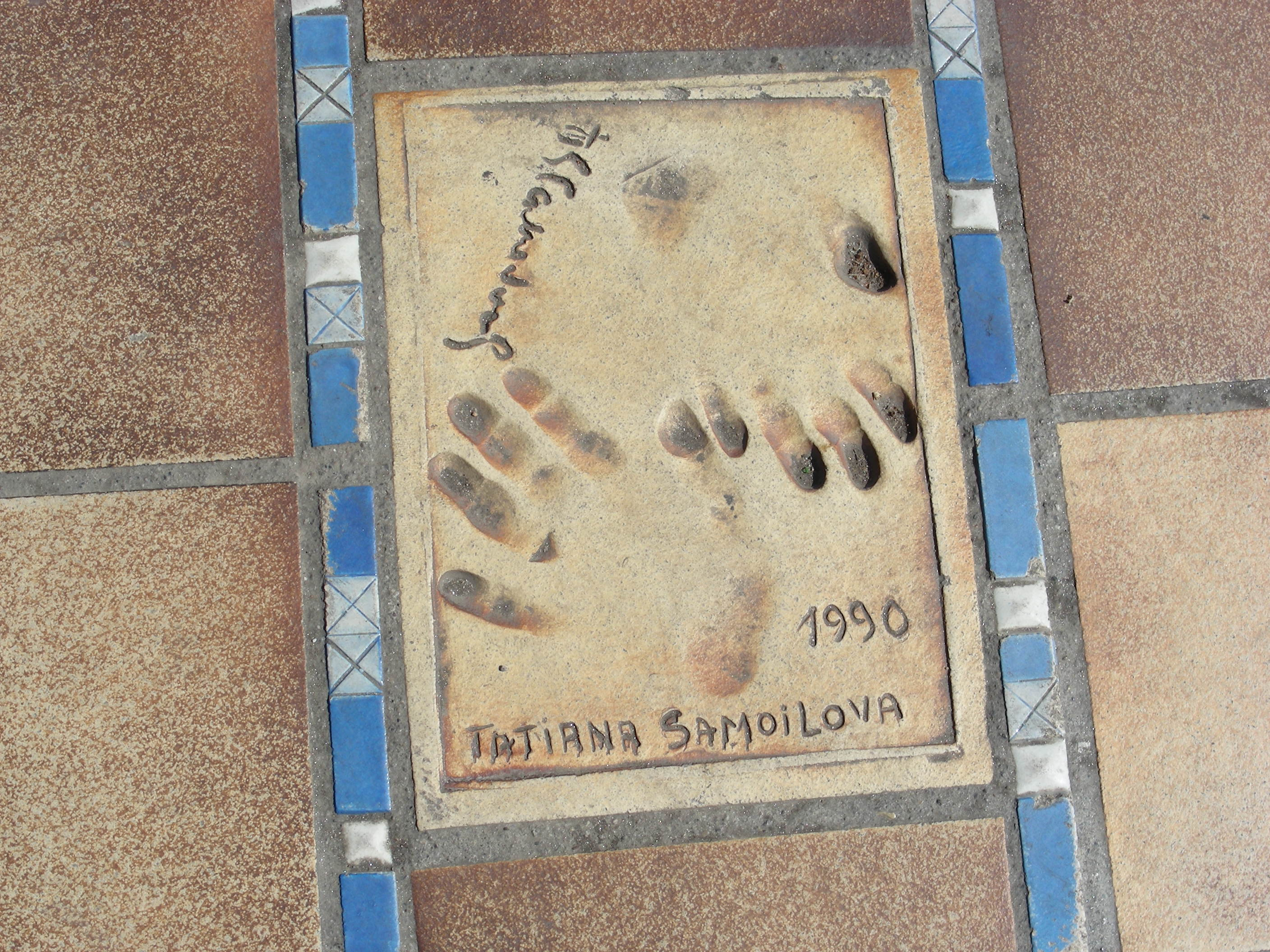
Памятный отпечаток рук Т. Самойловой на площади у Дворца фестивалей и конгрессов в Каннах

Звёздная роль Татьяны Самойловой в кино — роль Вероники в картине Михаила Калатозова «Летят журавли» по пьесе Виктора Розова «Вечно живые». Героиня Самойловой — вчерашняя беспечная московская школьница, потерявшая в годы Великой Отечественной войны своих родителей. Фильм стал лауреатом «Золотой пальмовой ветви» Каннского кинофестиваля, а Татьяна Самойлова стала звездой советского экрана.
После фестиваля Татьяна Самойлова возвратилась в Москву, поступила в ГИТИС. Была принята в Театр имени В. В. Маяковского, затем перешла в Театр имени Е. Б. Вахтангова, где работала до 1960 года.
После картины «Летят журавли» Татьяна сыграла лишь в нескольких фильмах и пропала с экранов. Второй раз о Татьяне заговорили после выхода на экран фильма Александра Зархи «Анна Каренина», где она сыграла главную роль.
Одно из ярких появлений в кино в новое время — в фильме «Нет смерти для меня», в котором Татьяна Самойлова рассказывает о своей сегодняшней жизни, об одиночестве и разлуке с сыном.

### Роли в театре
Работая с 1965 года в Театре-студии киноактёра, сыграла главные роли в драме А. Н. Островского «Гроза» и пьесе А. Арбузова «Таня».

### Фильмография
1. 1955 — Мексиканец — Мариа
2. 1957 — Летят журавли — Вероника
3. 1959 — Неотправленное письмо — Таня
4. 1960 — Леон Гаррос ищет друга — Наташа, певица
5. 1961 — Альба Регия — Альба
6. 1964 — Они шли на Восток — Соня, коллаборационистка
7. 1967 — Анна Каренина — Анна Аркадьевна Каренина
8. 1972 — Город на Кавказе (короткометражный) — Надежда
9. 1972 — Нечаянные радости — торговка, у которой покупают ковёр / женщина в костюме Дианы-охотницы
10. 1972 — Длинная дорога в короткий день — Екатерина Золотаренко
11. 1973 — Возврата нет — Настя Шевцова
12. 1974 — Океан — Маша
13. 1975 — Бриллианты для диктатуры пролетариата — Мария Николаевна Оленецкая, шифровальшица
14. 2000 — 24 часа — мама братьев Шаламовых
15. 2004 — Московская сага (14 и 16 серии) — Татьяна Ивановна Плотникова, профессор
16. 2004 — Сен-Жермен
17. 2005 — Далеко от Сансет-бульвара — Лидия Полякова (в старости)
18. 2008 — Нирвана — Маргарита Ивановна

### Телеспектакли
1. 1971 — Конкурс продолжается. Иоганн Себастьян Бах (телеспектакль) — Анна Магдалена

## Награды и звания
- Заслуженная артистка РСФСР (26 ноября 1965) — за заслуги в области советского киноискусства[16]
- Народная артистка Российской Федерации (10 июня 1992) — за большие заслуги в области киноискусства[17]
- Орден Почёта (30 апреля 2009) — за большой вклад в развитие отечественного кинематографического искусства[18]
- Орден «Знак Почёта»[19]
- Премия жюри XI Каннского фестиваля «Апельсиновое дерево» как «Самой скромной и очаровательной актрисе» (1957) за фильм «Летят журавли»
- Золотой орёл (2002)
- ММКФ (Премия «За вклад в мировой кинематограф», 2007)

## Память
Творчеству и памяти актрисы посвящены документальные фильмы и телепередачи:
- «Татьяна Самойлова. „Пятьдесят лет одиночества“» («Первый канал», 2008)[20]
- «Татьяна Самойлова. „Последний день“» («Звезда», 2018)[21]
- «Татьяна Самойлова. „Её слёз никто не видел“» («Первый канал», 2019)[22][23]
- «Мужчины Татьяны Самойловой» («ТВ Центр», 2020)[24]
- «Татьяна Самойлова. „Легенды кино“» («Звезда», 2021)[25].